# Église Sainte-Marie-Madeleine (Jérusalem)
Pour les articles homonymes, voir Église Sainte-Marie-Madeleine.
L’église Sainte-Marie-Madeleine, en russe Храм Марии Магдалины, Khram Marii Magdaliny, est une église orthodoxe russe située sur le mont des Oliviers, près du jardin de Gethsémani, à Jérusalem.

## Histoire

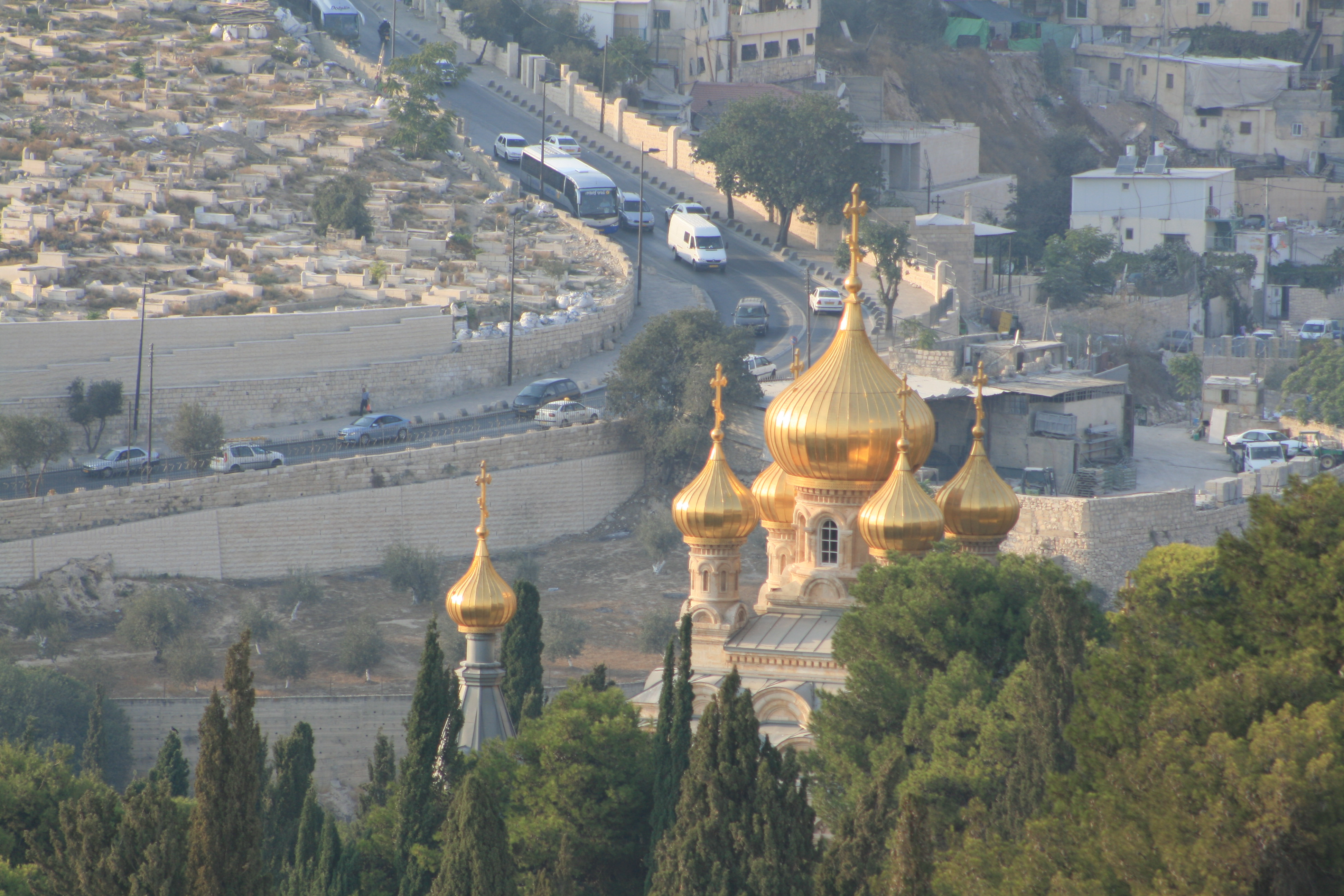
Vue du mont des Oliviers.

L’église est dédiée à sainte Marie Madeleine, disciple de Jésus qui aurait été la première à l’avoir vu après sa résurrection (Marc 16:9). 
L’église a été construite entre 1885 et 1888 par David Grimm sur ordre du tsar Alexandre III de Russie afin d’honorer sa mère, l’impératrice Maria Alexandrovna. Le bâtiment est construit dans le style traditionnel russe des XVIe et XVIIe siècles et possède sept dômes dorés en forme d’oignon. 
Un couvent lié à l’église est situé dans la vallée du Cédron.

## Nécropole
Les corps de la grande-duchesse Élisabeth Féodorovna et de sa domestique Varvara Yakovleva ont été enterrés dans l’église plusieurs années après leur assassinat par les Bolcheviks. 
La princesse Alice de Grèce, née Battenberg, nièce de la grande-duchesse Élisabeth et mère du duc d’Édimbourg, est également enterrée dans l’église.

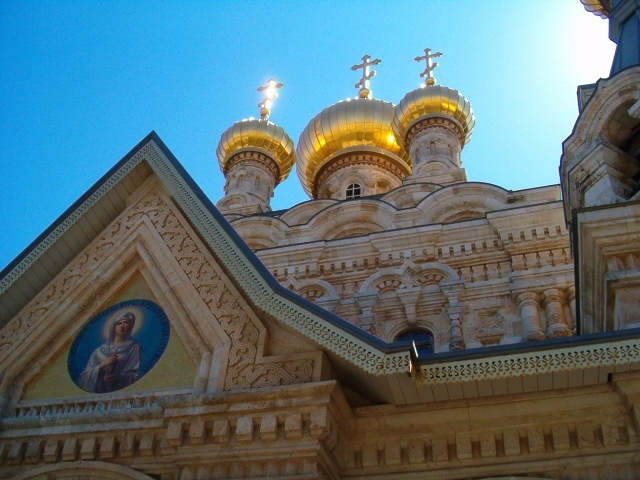
Détail de la façade.

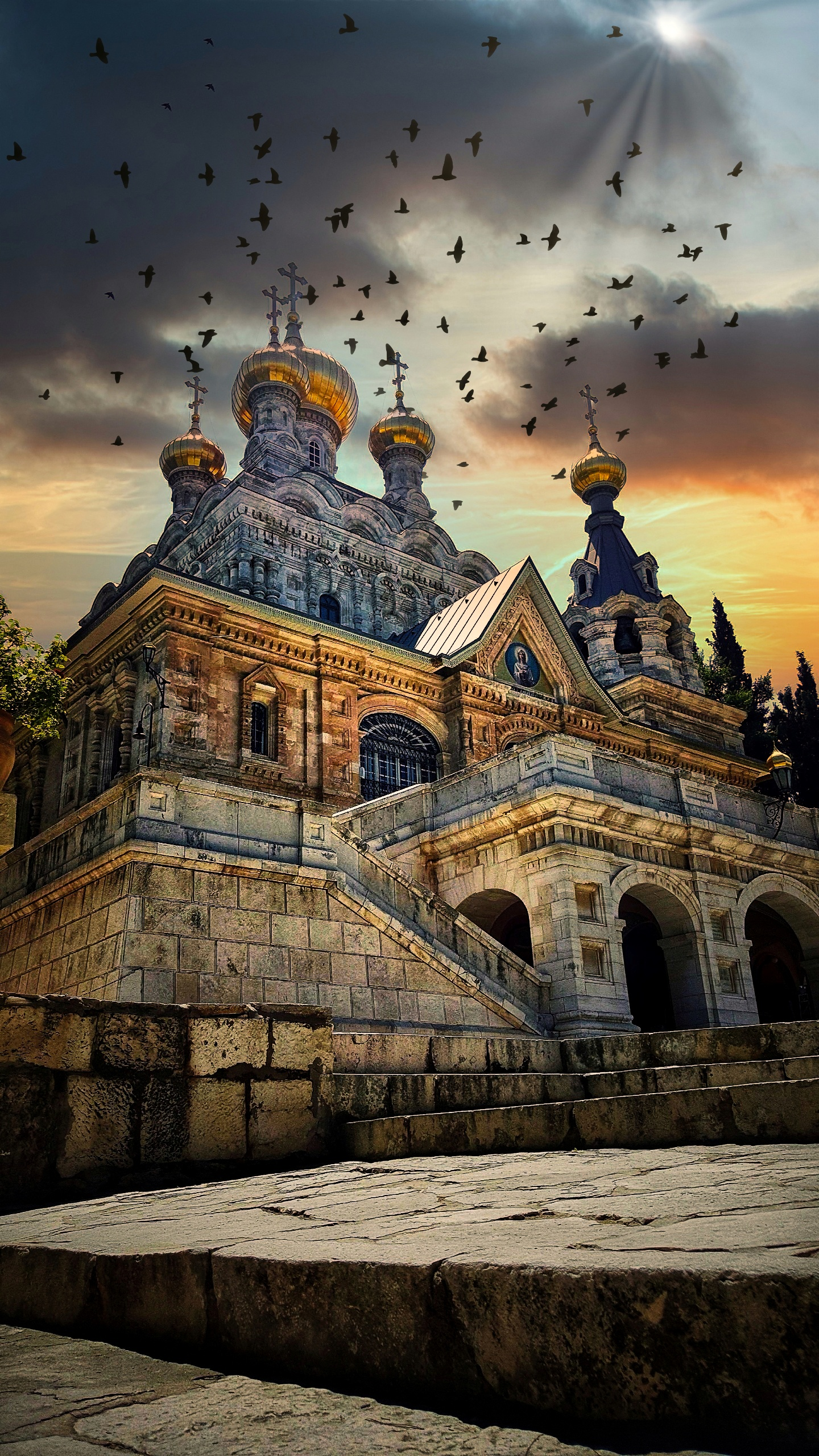
L'église sainte-Marie-Madeleine. Novembre 2020.